# Thecla inorata
Thecla inorata är en fjärilsart som beskrevs av Augustus Radcliffe Grote och Robinson 1868. Thecla inorata ingår i släktet Thecla och familjen juvelvingar. Inga underarter finns listade i Catalogue of Life.